# BRK
BRK, znany również jako Barry Black, właśc. Bartosz Kochanek (ur. 3 listopada1982 w Opolu) – polski Artysta, producent muzyczny. Znany ze ścisłej współpracy z Grubsonem, Jareckim, a także artystami, takimi jak Mrozu, Vito Bambino, Jamal czy IGO.
Dwukrotny wicemistrz Polski w „Mistrzostwach ITF” w 2004 i medalista „Mistrzostw ITF” w 2005. Wystąpił m.in. na festiwalach: Przystanek Woodstock, Męskie Granie i Open’er Festival.
Założyciel i właściciel studia nagrań Kurnik Studio, w którym zajmuje się realizacją dźwiękową i produkcją, a także prowadzeniem serii warsztatów muzycznych dla początkujących i zaawansowanych twórców. Interesuje się reżyserią i produkcją teledysków oraz fotografią.

## Dyskografia

### Albumy
| Dynamite Breaks                | - Data: 10 października 2006 - Wydawca: Step Records      | —   |                 |                    |
| Styldohwil (Jarecki)           | - Data: 28 stycznia 2008 - Wydawca: 001 Record            | 100 |                 |                    |
| Mucha nie siada (oraz Jarecki) | - Data: 26 czerwca 2010 - Wydawca: Step Records           | —   |                 |                    |
| Gruby brzuch (oraz Grubson)    | - Data: 23 maja 2012 - Wydawca: MaxFloRec                 | 1   | - POL: 15 tys.+ | - POL: złota płyta |
| Punkt widzenia (oraz Jarecki)  | - Data: 16 czerwca 2014 - Wydawca: MaxFloRec              | 44  |                 |                    |
| Za Wysoko (Jarecki)            | - Data: 7 lipca 2017 - Wydawca: Supa’High Music           | 23  |                 |                    |
| Totem (Jarecki)                | - Data: 16 lipca 2021 - Wydawca: Universal Music Polska   | 40  |                 |                    |
| Kid Yakuza (oraz Miodu)        | - Data: 1 lipca 2022 - Wydawca: Warner Music Poland       | —   |                 |                    |
| JUI©E                          | - Data: 23 marca 2023 - Wydawca: Universal Music Polska   | —   |                 |                    |
| Cukier i Sól EP (oraz Jarecki) | - Data: 7 września 2023 - Wydawca: Universal Music Polska | —   |                 |                    |
| "—" album nie był notowany.    |                                                           |     |                 |                    |

### Single
| Album | Rok  | Utwór                                          | Źródło |
| ----- | ---- | ---------------------------------------------- | ------ |
| JUI©E | 2022 | Amy Winehouse (gościnnie Miodu)                |        |
| JUI©E | 2023 | Pass The Truth                                 |        |
| JUI©E | 2023 | GOLD (gościnnie Igo)                           |        |
| JUI©E | 2023 | Robię Co Mogę (gościnnie Vito Bambino, Miętha) | [ 6 ]  |
| ???   | 2024 | Po Co Mi To                                    | [ 7 ]  |

### Inne
| Album                                           | Rok  | Uwagi | Źródło |
| ----------------------------------------------- | ---- | --- | ------ |
| Dinal – W strefie jarania i w strefie rymowania | 2006 | scratche w utworze: "Bułki z szynką" | [ 8 ]  |
| Metro – Metro 45's                              | 2007 | scratche w utworze: "Jeśli jesteś skejtem to słuchaj tylko tego" | [ 9 ]  |
| Metro – Hands in Motion                         | 2008 | scratche w utworze: "Big Fysh" | [ 10 ] |
| Temate & Henson – Miejski styl bycia            | 2009 | scratche w utworze: "Inro" | [ 11 ] |
| Pyskaty – Pysk w pysk                           | 2009 | scratche w utworach:"Jestem", "Co ze mną?" | [ 12 ] |
| SMA – 83                                        | 2010 | scratche w utworze: "Przed siebie" | [ 13 ] |
| Grubson – Coś więcej niż muzyka                 | 2011 | produkcja utworów: "Będąc sobą", "Nasza generacja", "O.P.D.K.", "Powrót do 2005", "Okulary 3oDe" scractche w utworach: "Inny świat [Cz.1]", "Szczery", "Dobry wieczór", "Chore", "O.P.D.K.", "Powrót do 2005", "Iloraz inteligencji" | [ 14 ] |
| Rufijok – Who? ja w to wbijom!                  | 2011 | produkcja utworów: "Bes", "Fest przejebano pieśń", "Na zero" | [ 15 ] |
| Chada – WGW                                     | 2011 | scratche w utworze:"Mam się dobrze" | [ 16 ] |
| Lilu – C/A                                      | 2011 | produkcja utworu: "Nie czeka na mnie nic" | [ 17 ] |
| Stillo – Trajektoria lotu                       | 2012 | produkcja utworu: "Letni grill" | [ 18 ] |
| Bu – Byk                                        | 2012 | produkcja utworów: "Byk", "Z przewodnika wędrownika", "Weterani" scractche w utworach: "Z przewodnika wędrownika", "Weterani" | [ 19 ] |
| Donatan – Równonoc. Słowiańska dusza            | 2012 | gościnnie rap w utworze: "Pij wódkę" (oraz Jarecki) | [ 20 ] |
| Grubson – Holizm                                | 2015 | produkcja utworu "Jedna z Planet" |        |
| Rebel Babel Ensamble – Dialog I                 | 2016 | scratche w utworze: "Manifest" |        |

### Kompilacje różnych wykonawców
| Album                         | Rok  | Utwór                                                                     | Źródło |
| ----------------------------- | ---- | ------------------------------------------------------------------------- | ------ |
| Asfalt Records 1999-2009      | 2009 | Metro – "Big Fysh" (gościnnie: Fisz, DJ BRK)                              | [ 21 ] |
| Chonabibe Mikstejp            | 2011 | DJ BRK, Jahdeck – "Chonabibe synek!"                                      | [ 6 ]  |
| MaxFloRec – Podaj dalej vol.2 | 2012 | GrubSon, DJ BRK – "Złap za..." GrubSon, DJ BRK – "System (GrubSon Remix)" | [ 7 ]  |

## Teledyski
| Tytuł                                      | Rok  | Reżyseria       | Album           | Źródło |
| ------------------------------------------ | ---- | --------------- | --------------- | ------ |
| "Fenomenalnie" (oraz Jarecki)              | 2009 | Koral Film      | Mucha nie siada | [ 22 ] |
| "Zejdź w dół" (oraz Jarecki)               | 2010 | Delaflow        | Mucha nie siada | [ 23 ] |
| "Antidotum" (oraz Jarecki)                 | 2011 | Evil Eye Studio | Mucha nie siada | [ 24 ] |
| "Zacieszacz" (oraz Grubson, gościnnie: BU) | 2012 | HOLEINMOON      | Gruby Brzuch    | [ 25 ] |
| "Złap za..." (oraz Grubson)                | 2012 | HOLEINMOON      | Gruby Brzuch    | [ 26 ] |
| "S.O.S" (oraz Jarecki)                     | 2014 | Jarecki, BRK    | Punkt widzenia  | [ 27 ] |
| "Otwórz szeroko oczy" (oraz Jarecki)       | 2014 | AG Studio       | Punkt widzenia  | [ 28 ] |
| "Trabaho" (oraz Jarecki)                   | 2014 | Michał Schwierc | Punkt widzenia  | [ 29 ] |